# キム・スンエ
キム・スンエ（金昇惠、1987年4月28日 - ）は大韓民国のお笑い芸人および歌手。

## 学歴
- 仁徳大学放送芸能学科

## 生涯とキャリア
1987年4月28日に全羅南道麗水市で生まれ、 2006年MBC 《パルド模唱歌手王》で大賞を受賞。同年ミュージカル俳優としてデビューし、同時に演劇の舞台にも立った。翌2007年SBS 9期公開採用に合格しお笑い芸人として正式デビュー。ウッチャッサでお笑い芸人として活躍し、メインキャストも多く務めた。2014年に同い年の芸人イ・ヒョンジョン、イ・セジン等と共にKBS公開採用29期に合格しKBSに移籍し、以降ギャグコンサートに出演するようになる。新人としての移籍であったが、ウッチャッサでの8年のキャリアが認めらたこともあり、いくつかのコーナーでメインキャストを務めた。同時にお笑い以外の分野にも手を広げ、レポーターを務めたり、ドラマに出演するなどした。2021年俳優ソン・ガンと一緒に撮った写真を自身のインスタで公開した。

## 出演作

### 放送
- SBS 《ギャグトゥナイト》

〈賊反荷杖〉
- SBS 《ウッチャッサ》
- KBS2 《ギャグ狩り》
- KBS2 《ギャグコンサート》

〈ダラス〉
〈きれい　きれい？ 〉
〈終わり愛〉
〈端っこ〉
〈視聴者意見〉先生役
〈サドゥンはお父さんの娘〉ヨルム役
〈王ですよん〉
〈ベテラン〉
〈核尊心〉
〈ミンサン討論〉聴衆役
〈幻想のカップル〉イム・ジェベクのガールフレンド役
〈ニグルニグル〉
〈ピックミーアップ〉
〈男涼特集〉ソ・テフンのガールフレンド
〈ニッチもサッチも〉
〈平壌の末裔〉
〈世最敏（世界で最も敏感な人）＞ゲスト
〈核ガリンヌェウス〉
〈ナタナ〉
〈悔しいヨンギルさん〉
〈元気を出して！スーパー太っちょマン＞
〈何でも言ってみる祭〉
〈YOLO民宿〉宿泊客役
〈グリンライト〉
〈遊ぶとき何してるの？ 〉
- KBS2 《芸能家中継》（2016.6.11～2019.11.29）
- KBS2 《2018 KBS芸能大賞出演》(2018.12.22)
- MBC 《パルド模唱歌手王》
- EBS1 《ギャラクシー安全プロジェクト》 - ソラボン部長
- KBS1 「平昌冬季オリンピックG-30特別生放送一つになった情熱、今は平昌」
- KBS清州土曜日に会う人
- MBC 《欠陥のある人々》
- KBS1 《テレビショー本物名品》 - ゲスト
- KBS2 《年中ライブ》
- SBS《すごい彼女たち》

### レコード活動
- 2002年 グループ WOW(アルバム) - WOW Christmas [Red]
- 2010年グループ WOW(アルバム) - WOW Christmas [Green]
- 2012年グループWOW（アルバム） - 丸い太陽（タイトル曲）ソコ

### ミュージックビデオ
- パステルブルー - そんな風にあなたを愛してる

### パフォーマンス
- 光水の考え

## 受賞
- 2006年MBCパルドモチャン歌手王大賞
- 2007年SBS新人コグマン選抜大会像
- 2016年KBS芸能大賞コメディ部門女性新人賞
- 2016年KBS芸能大賞コメディ部門最優秀コーナー賞